# Verkehr in Indien

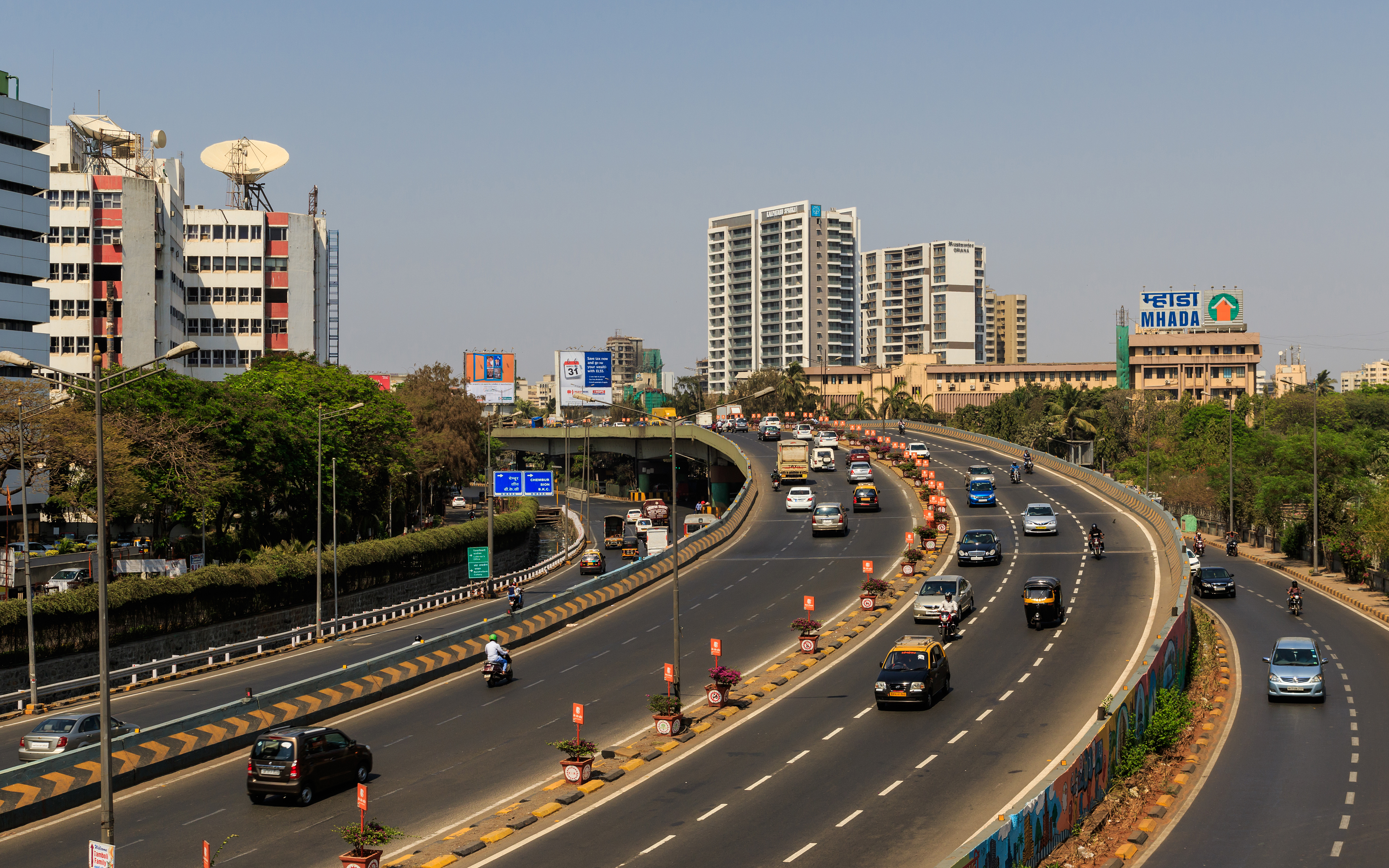
Western Express Highway in Mumbai

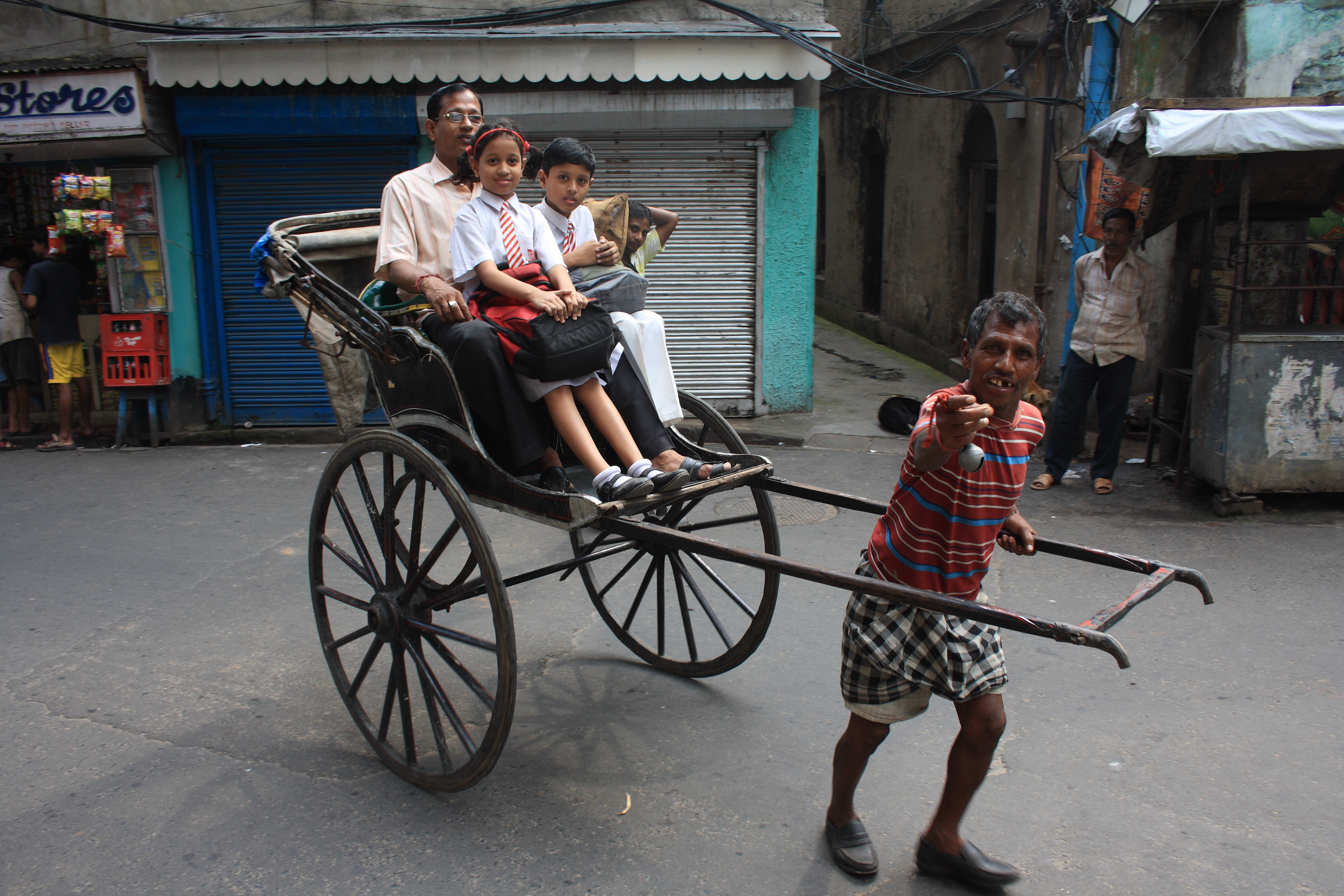
Rikscha in Kolkata

Indien besitzt eines der größten, aber keineswegs dichtesten Straßen- und Eisenbahnnetze der Welt. Trotz ständiger Anpassungen ist das Verkehrssystem oft völlig überlastet. Die Ursachen dafür liegen im Bevölkerungswachstum, dem die Verkehrsplanung und der Städtebau nicht gewachsen sind, sowie in der hohen Zahl an Pendlern. Des Weiteren besteht ein starker Güterverkehr zu Wasser, zu Lande und in der Luft.
Indien erweitert die Infrastruktur stetig so wurde der vorläufige Haushalt für die Jahre 2024 und 2025 für Infrastrukturinvestitionen um 11,1 Prozent auf 133,9 Milliarden US-Dollar erhöht, was 3,4 Prozent des BIP des Landes entspricht.
Indien ist nicht nur das größte Land in Südasien, sondern auch das wirtschaftlich stärkste dieser Großregion und hat somit einen hohen Anteil am Güter- sowie am grenzüberschreitenden Verkehr. Es grenzt an acht Staaten, davon sechs zu Lande, mit denen jeweils Wirtschaftsbeziehungen unterhalten werden. Indien hat großen Bedarf am weiteren Ausbau der Verkehrsinfrastruktur, auch im Hinblick auf das enorme wirtschaftliche Entwicklungspotential.

## Straßenverkehr

Verlauf der National Highways

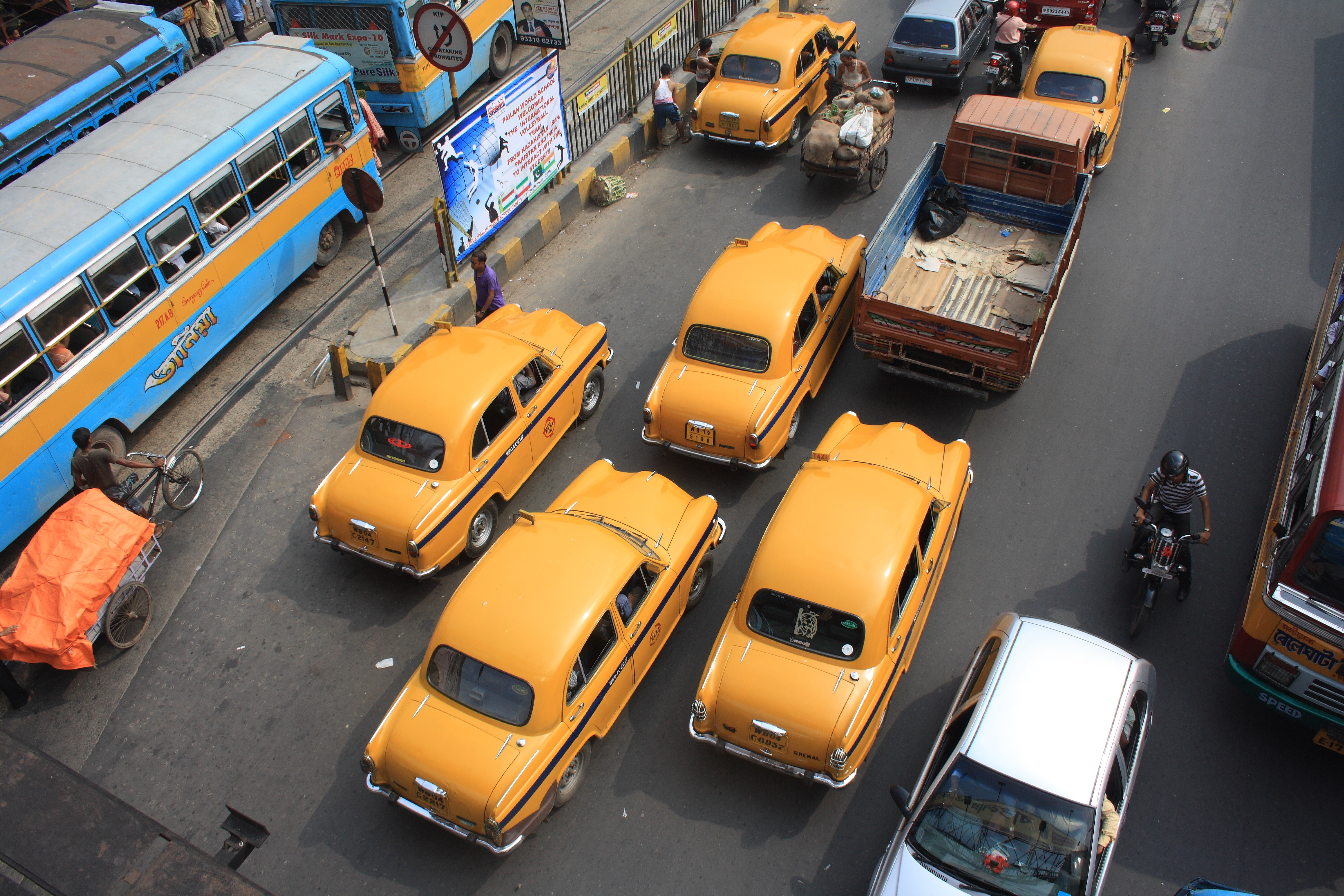
Taxis stehen in Kolkata im Stau

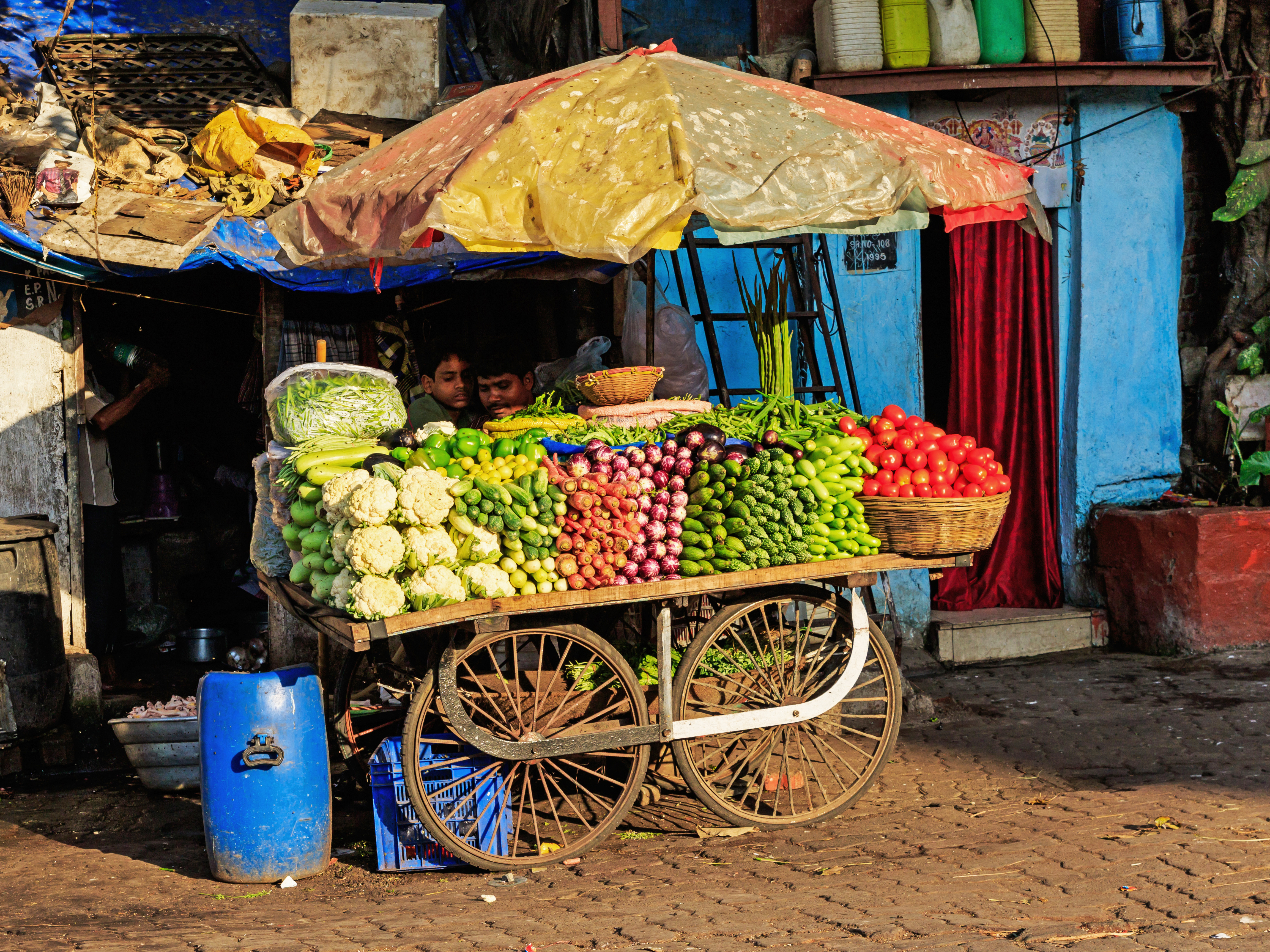
Typischer Marktkarren mit Gemüse

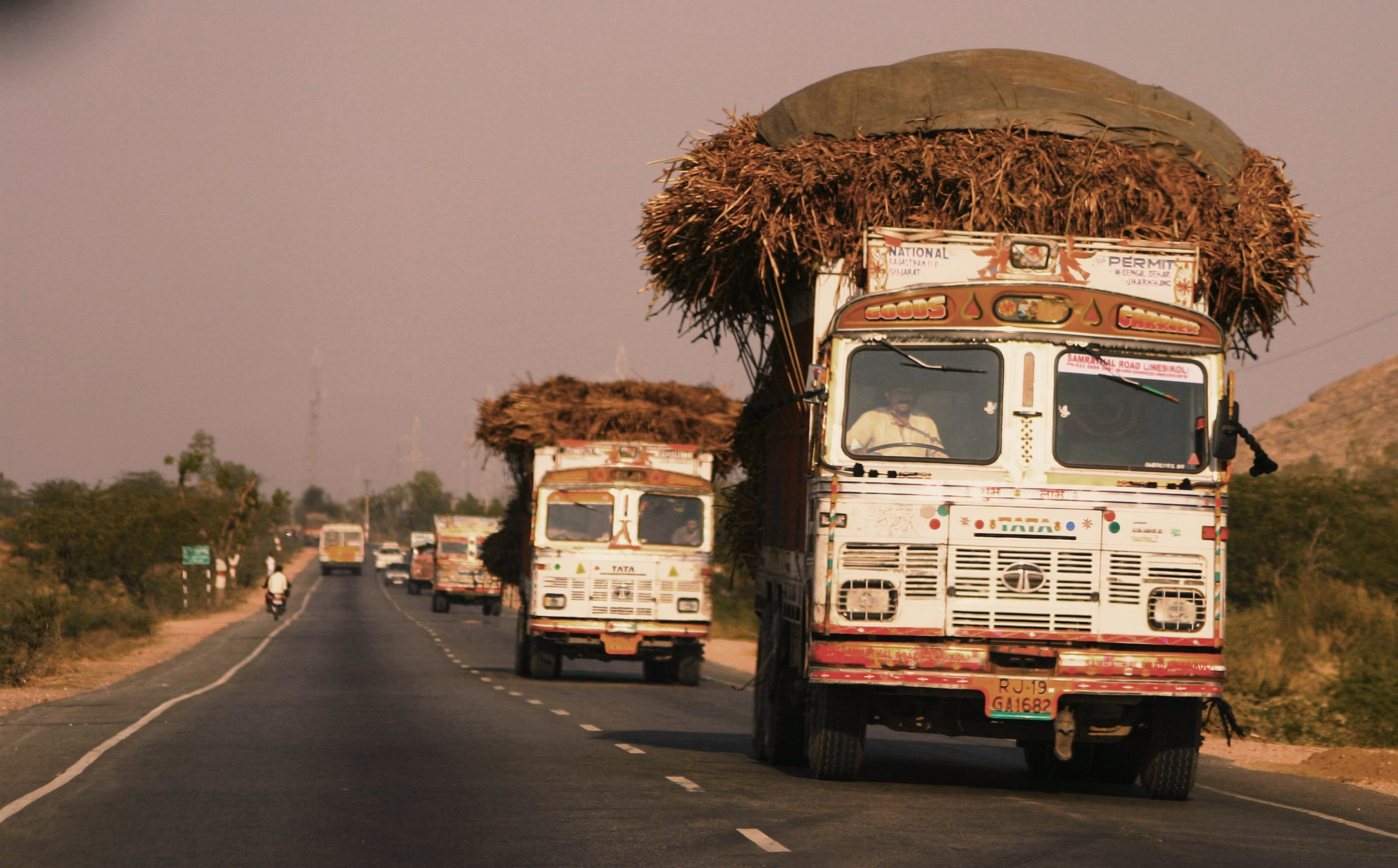
Überladene LKW auf einer Landstraße

Das indische Straßennetz umfasst eine Länge von 3,3 Millionen Kilometern, wovon nur etwa die Hälfte asphaltiert ist. Der Verkehr setzt sich vor allem aus Mopeds, Personenkraftwagen, Autorikschas, Bussen sowie Fahrrädern zusammen. In manchen Ballungsräumen sind Gütertransporte aufgrund der Enge nur zu Fuß möglich. Nur in Kolkata (Kalkutta) werden Rikschas noch von Menschen gezogen. Die Stadt Delhi hat 1.749 Kilometer Straßen pro 100 km² und hat damit das dichteste Straßennetz des Landes.
Kleinere Güter werden sehr häufig per Karren, im ländlichen Bereich zum Teil auch mit Hilfe von Nutztieren, befördert. In Großstädten ist der Straßenverkehr tagsüber überlastet, chaotisch und meist von langen Staus – auch im Fußgängerverkehr – gekennzeichnet. Der häufig auftretende Verkehrsinfarkt wirkt sich nachteilig auf die Wirtschaftskraft aus, da der Gütertransport die nachgefragten Transportleistungen nicht erbringen kann. Die sechsspurige Autobahn Mumbai Pune Expressway ist eine besondere Straße – hier muss Maut bezahlt werden und das Halteverbot wird durch hohe Polizeipräsenz durchgesetzt.
Viele Lastwagen und Busse werden traditionell durch Malerei und Umbauten künstlerisch verziert.

### Verkehrsregeln
Es herrscht offiziell Linksverkehr für Straßenfahrzeuge. Verkehrsregeln gibt es ansonsten nur theoretisch. In der Praxis hat grundsätzlich das schwerere Fahrzeug Vorfahrt – LKWs lassen sich also von Motorrädern im Gegenverkehr nicht vom Überholen abhalten. Lichthupe bedeutet so viel wie „Aus dem Weg! Ich halte nicht an“. Dies wird z. B. bei Gegenverkehr an Engstellen eingesetzt.

### Busse
Stadtbusse sind vor allem in den Ballungszentren sehr verbreitet und werden üblicherweise von staatlichen Unternehmen betrieben. Es besteht ferner auch – wie in vielen asiatischen Ländern üblich – ein Linienverkehr für Überlandstrecken. Im Überlandverkehr gibt es auch Angebote privater Anbieter wie z. B. der Firma Neeta. Deren meist klimatisierte Busse sind über Nacht unterwegs und werden als Luxus vermarktet.
Allerdings gibt es ein meist viel dichteres und deutlich öfter bedientes Netz an staatlichen Buslinien, das meistens zentrale Busbahnhöfe (engl. Bus Stand oder Bus Station) verschiedener Städte im Halb- oder Viertelstundentakt (oder bei Bedarf noch viel häufiger) miteinander verbindet. Informationen über diese Busse (Preise, Fahrpläne) erhält man als Tourist meistens erst beim Fahrer persönlich, weil Touristeninformationen und Reisebüros davon ausgehen, dass für einen „reichen“ Touristen diese einfachen unklimatisierten Busse nicht in Frage kämen.

### Fernstraßen
Die rund 71.000 km National Highways sind größtenteils einbahnig, zweistreifig (eine gemeinsame Fahrbahn mit einem Fahrstreifen je Richtung) hergestellt. Ein kleinerer Teil ist zweibahnig, zweistreifig (baulich getrennte Fahrbahnen mit jeweils einem Fahrstreifen je Richtung) ausgeführt. Die State Highways der Bundesstaaten sind teilweise nur einstreifig und haben ein Streckennetz von 130.000 Kilometern.
Das größte Fernverkehrsprojekt Indiens ist das Golden Quadrilateral (5.846 Kilometer), dessen Baukosten auf 12,317 Milliarden US-Dollar veranschlagt sind. Eine vier- bis sechsstreifige Straße (Express Highway) verbindet trapezartig die Großstädte Delhi, Mumbai, Kolkata und Chennai miteinander. Das Projekt wurde nach Verzögerungen 2012 fertiggestellt und sollen in einem weiteren Planungschritt sechsstreifig ausgebaut werden. Die Straße ist der erste Teil des National Highways Development Project (NHDP), das 1998 beschlossen wurde. Das Projekt hat den weiteren Ausbau des Fernstraßennetzes zum Ziel.
Die Grand Trunk Road, deren Verlauf teilweise aus dem 4. Jahrhundert v. Chr. stammt, ist eine 2500 Kilometer lange Fernverkehrsstraße, die Indien mit Pakistan und Bangladesch verbindet.
|                                                    | Länge (km)     |
| -------------------------------------------------- | -------------- |
| National Expressway                                | über 1000 km   |
| Vier- und sechsstreifige Straße mit Fahrbahnteiler | über 12000 km  |
| National Highway                                   | über 70.000 km |
| State Highways                                     | 131.899 km     |
| Distrikt-Straßen                                   | 46.7763 km     |
| Sonstige Straßen                                   | 2.650.000 km   |
| Gesamt (ungefähr)                                  | 3.300.000 km   |

## Schienenverkehr

Eisenbahnnetz Indiens

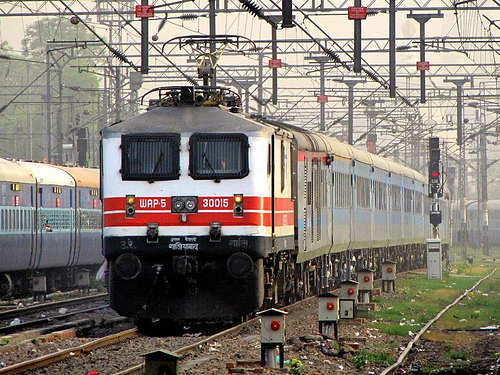
Der Bhopal Shatabdi Express – einer der schnellsten fahrplanmäßigen Züge Indiens erreicht 160 km/h.

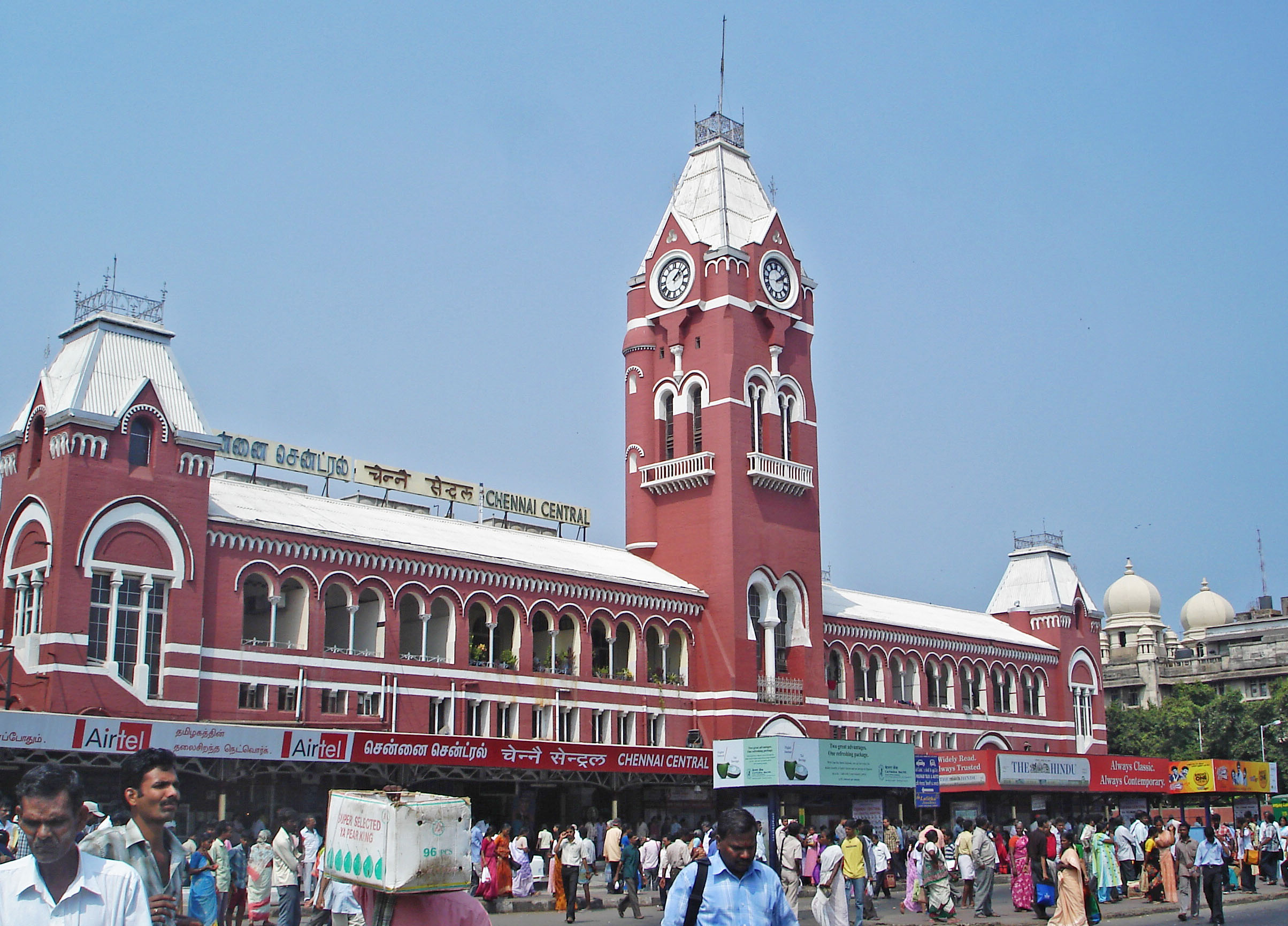
Frontansicht des Fernbahnhofes Chennai Central

Der Schienenverkehr wurde von der britischen Krone im Jahre 1853 eingeführt, die in der Folgezeit ein Eisenbahnnetz zwischen großen Ballungsräumen aufgebaut hat. Daneben sind auch viele weitere Regionen gut an das Schienennetz angebunden. Mitte der 1990er Jahre war der Schienenverkehr der viertgrößte der Welt. Jährlich werden 5 Milliarden Passagiere sowie über 350 Millionen Tonnen Güter über die indischen Eisenbahnen abgewickelt.
Das Schienennetz ist mit 63.940 Kilometern das größte der Welt unter einer einzigen Verwaltung.
2003/04 wurden 556 Millionen Tonnen Güter transportiert, darunter vier Fünftel Massengüter wie Kohle, Erze, Getreide, Mineralöle, Zement, Eisen und Stahl sowie Kunstdünger. Die indische Staatsbahn (Indian Railways) ist in 16 Regionalgesellschaften aufgeteilt und beschäftigt mit 1,6 Millionen Menschen mehr Angestellte als jedes andere Staatsunternehmen des Landes. Etwa 94 Prozent des Streckennetzes sind elektrifiziert.
Hauptprobleme sind die ungleichmäßige und großmaschige Erschließung des Landes, die zumeist veraltete Technik, die vier verschiedenen Spurweiten (Breitspur, Meterspur, zwei Schmalspurweiten) und der lange Zeit geringe Elektrifizierungsgrad. Um 2000 war nur ein Viertel des Netzes elektrifiziert. Indiens Eisenbahnnetz ist damit zwar knapp hinter China das zweitlängste, aber keineswegs dichteste Asiens. Im weltweiten Maßstab liegt Indiens Eisenbahnnetz an fünfter Stelle. Der Staat legt sein Hauptaugenmerk vor allem auf die Elektrifizierung und den doppelgleisigen Ausbau der Hauptstrecken, die Umwandlung von Meterspurstrecken in Breitspur und die Modernisierung der technischen Einrichtungen. Tatsächlich kann der Ausbau der Eisenbahn mit den steigenden Anforderungen durch Bevölkerungs- und Industriewachstum kaum Schritt halten, was zur schnellen Entwicklung des Straßenverkehrs beiträgt.
Auf touristischen Museumsstrecken sind teilweise noch Dampfloks in Betrieb. Diese Schmalspurbahnen sind von der UNESCO als Weltkulturerbe eingetragen, siehe Gebirgseisenbahnen in Indien.

### Elektrifizierungsprogramm
Um die Importabhängigkeit von Treibstoff und Treibhausgasemissionen zu reduzieren, beschleunigte Indien Elektrifizierungsprojekte. Im Januar 2015 wurde dafür ein Umweltdirektorat gegründet. In der Folge nahm die Geschwindigkeit der Elektrifizierungen stark zu. Während bis 2014 unter zwei Kilometer pro Tag elektrifiziert wurden, konnte zwischen 2014 und 2019 schon 7,5 Kilometer elektrifiziert werden. In den nächsten vier Jahren wurde das Maximum von 16 Kilometern pro Tag erreicht. Im Januar 2024 war das Eisenbahnnetz zu 94 % elektrifiziert, davon wurden zwei Drittel seit 2014 elektrifiziert.

### Fernverkehr
Die 1951 gegründete Staatsbahn Indian Railways, die aus 42 Bahngesellschaften gebildet wurde, hat das Monopol auf den landesweiten Fernverkehr auf dem Schienenweg. Viele der Bahnanlagen (vor allem Bahnhöfe) und Fahrzeuge aus dem 19. oder 20. Jahrhundert werden noch heute benutzt.

### Nahverkehr

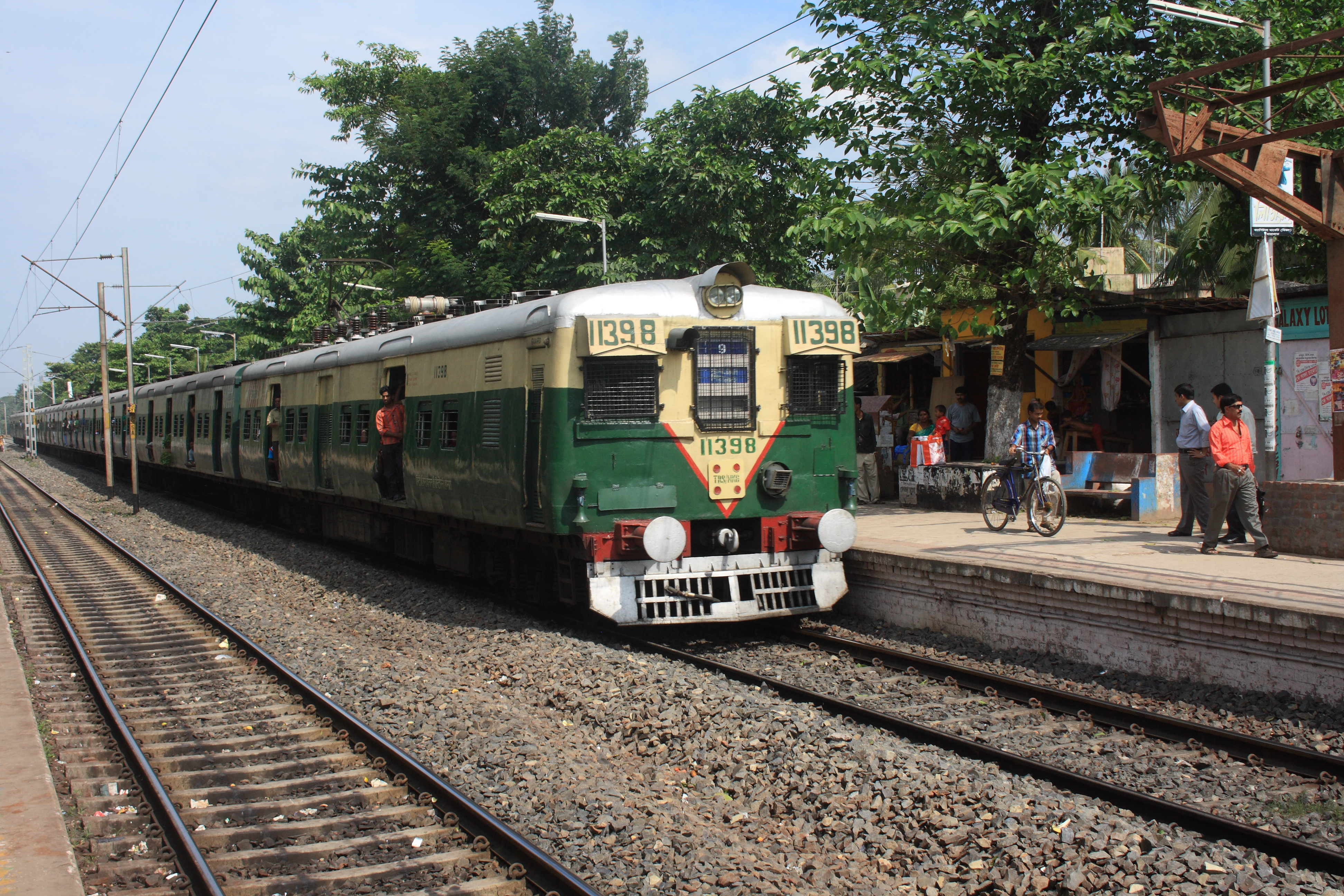
Ein Vorortszug in Kolkata

In ländlichen Räumen gibt es keine Züge, die man mit deutschen Regionalbahnen vergleichen könnte. Allerdings verkehrt auf jeder Strecke mindestens einmal täglich ein Fernzug, der an allen Bahnhöfen anhält.
Einige indische Metropolen verfügen über ein Streckennetz, das mit den S-Bahnen in Deutschland vergleichbar ist. Diese Bahnen werden von der indischen Staatsbahn Indian Railways bedient. Die Spurweite und Spannung in der Oberleitung sind identisch mit denen des Fernverkehrs, so dass die gleichen Gleise befahren werden können. Teilweise (vor allem in den Innenstädten) haben die Vorortszüge zusätzlich eigene Gleispaare. Diese Züge verkehren in den Stadtzentren im Takt von wenigen Minuten. Auf den Seitenstrecken zu den Vororten außerhalb auch seltener, aber Fahrplan-Lücken von mehr als 2 Stunden kommen auch hier nicht vor.
Im Englischen werden diese Systeme im Allgemeinen als Mass Rapid Transit Systems oder Suburban Railway bezeichnet, in der indischen Umgangssprache meistens einfach als Local Trains.
Gerade zu den Stoßzeiten im Berufsverkehr können die Züge sehr voll werden. Aber auch außerhalb der Stoßzeiten, wenn es noch freie Sitzplätze gibt, stehen manche Fahrgäste bei der Fahrt in den offenen Türen oder sitzen sogar auf dem Dach, um den erfrischenden Fahrtwind zu nutzen. Die Türen können nur von Hand geschlossen werden. Während der Fahrt werden die Türen üblicherweise offen gelassen. Geschlossen werden sie eigentlich nur bei starkem Regen.
Mit S-Bahnen vergleichbare Nahverkehrszüge gibt es in:
- Delhi Delhi Mass Rapid Transit System (DMRTS)
- Mumbai Mumbai Suburban Railway
- Chennai Chennai Mass Rapid Transit System
- Kolkata Kolkata Suburban Railway
- Hyderabad Hyderabad Mass Rapid Transit System.

### Metros

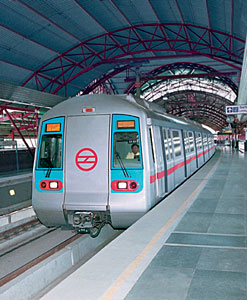
Zug der Metro Delhi

Es existieren folgende U-Bahn-Systeme in Indien:
- Kolkata hatte 1984 die erste U-Bahn: Metro Kolkata, heute zwei Linien, 23 Haltepunkte, 25 Kilometer Strecke
- Delhi verfügt seit 2002 über die Metro Delhi. Sie hat sieben Linien, 138 Haltepunkte und eine Strecke von 154 Kilometern. Die Strecken verlaufen teilweise als U-Bahn im Tunnel und teilweise aufgeständert als Hochbahn.
- Bengaluru hat seit 2011 die Bengaluru Metro oder Namma Metro. Mittelfristig sind zwei Linien mit 40 Haltepunkten und 42 Kilometern Strecke geplant.
- Mumbai – Metro Mumbai
- Ahmedabad – Metro Ahmedabad
- Chennai – Metro Chennai
- Jaipur – Metro Jaipur
- Lucknow – Metro Lucknow
- Hyderabad – Metro Hyderabad
- Kochi – Kochi Metro
- Noida – Metro Noida
- Nagpur – Metro Nagpur
- Pune – Metro Pune

- Indore – Metro Indore

In Planung bzw. Aufbau befinden sich Metro-Systeme in folgenden Städten:
Navi Mumbai, Kanpur, Visakhapatnam, Surat, Patna, Coimbatore, Bhopal, Meerut, Varanasi, Kozhikode, Thiruvananthapuram, Dehradun, Srinagar, Gwalior, Jabalpur.

### Straßenbahnen
Straßenbahnen gibt es heute nur noch in Kolkata (68 Kilometer Streckennetz). Ehemals gab es Straßenbahnen in Mumbai, Kanpur, Nasik und Chennai.

## Luftverkehr

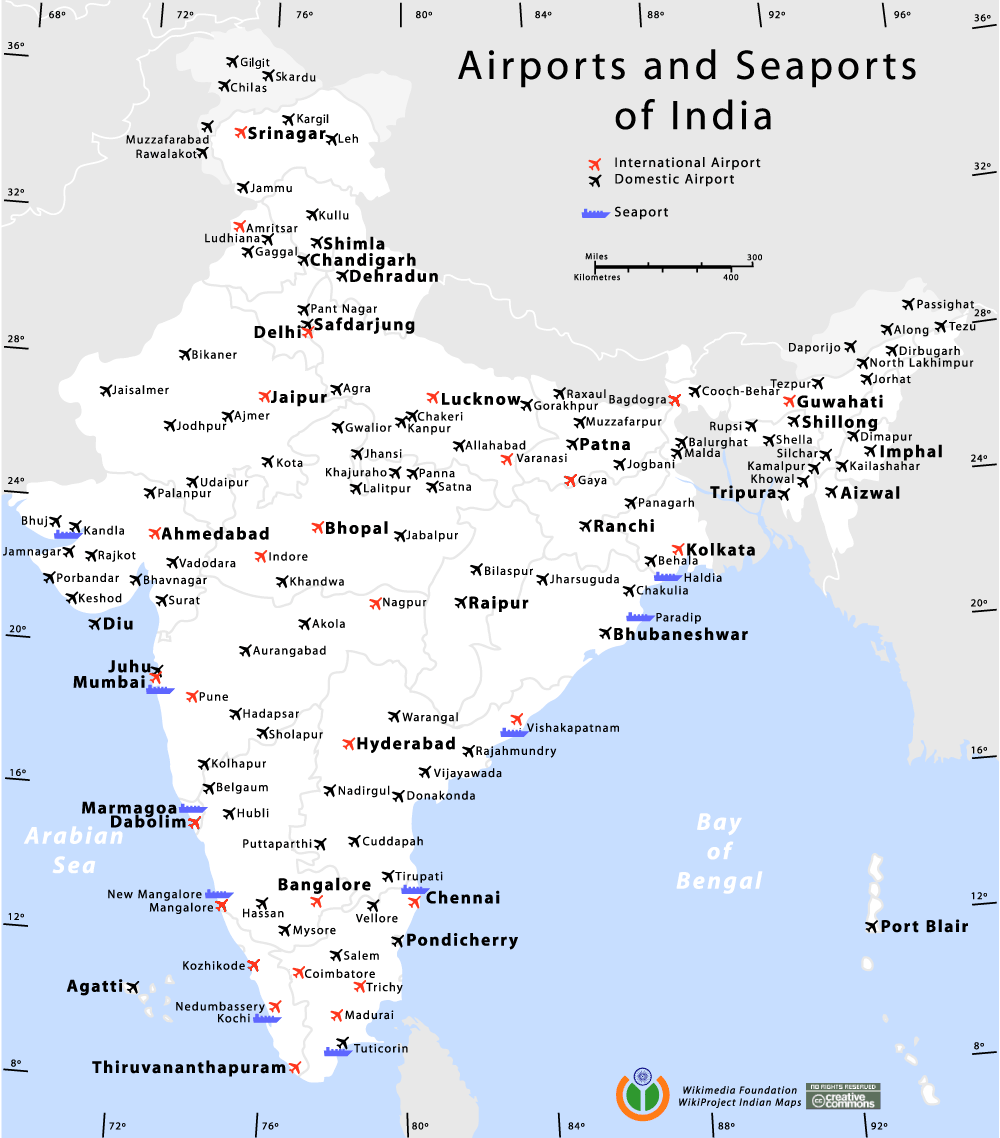
Lage der Flug- und Seehäfen in Indien

Insgesamt gibt es elf internationale und 98 nationale Verkehrsflughäfen sowie 334 Start- und Landeplätze für Flugzeuge in der zivilen Luftfahrt. Grundsätzlich sind die Terminals für Inlandsflüge und internationale Flüge getrennt und in verschiedenen Gebäuden untergebracht, die teilweise z. B. in Mumbai weit auseinander liegen können. Zu allen indischen Flug-Terminal-Gebäuden erhalten nur Fluggäste Zutritt, die bei der bewaffneten Flughafenwache am Eingang einen Buchungsnachweis auf Papier vorzeigen können und den Reisepass – im Fall von nicht-indischen Fluggästen.
Die Überlastung, geringe Größe und schlechte Anbindung der Flughäfen stellen eine große Schwierigkeit dar. Um dennoch möglichst viele Flüge abwickeln zu können, bestehen keine Nachtflugverbote. Die meisten interkontinentalen Flüge landen und starten mitten in der Nacht. Bei den meisten Flughäfen (einschließlich Mumbai und Kolkata) kann nur eine Start-/Landebahn gleichzeitig benutzt werden – in vielen Städten sind daher Flughafenerweiterungen oder -neubauten in Planung oder bereits im Gange.
Früher dominierten die beiden staatlichen Fluggesellschaften Air India im Bereich internationale Flüge und Indian Airlines innerhalb des Landes den Flugverkehr. Mittlerweile existieren mehrere private Fluggesellschaften, die innerhalb Indiens bereits einen Marktanteil von 40 Prozent erobert haben.
siehe auch Liste der Flughäfen in Indien

### Internationaler und nationaler Luftverkehr
Die wichtigsten internationalen Flughäfen befinden sich in Delhi, Mumbai, Chennai, Bengaluru, Kolkata und Kochi. Der Flughafen Neu-Delhi und der Flughafen Mumbai leisten zusammen die Hälfte des zivilen Luftverkehrs in Südasien. Im internationalen Luftverkehr bekommen die beiden untereinander stark konkurrierenden staatlichen Unternehmen auch immer mehr Konkurrenz durch europäische und asiatische Gesellschaften.

### Inländischer Luftverkehr
Die Flugverbindungen zwischen den größten Städten Indiens werden mehrmals täglich bedient. Auf der Route Mumbai-Kolkata gibt es zurzeit (August 2011) beispielsweise 17 Direktflüge täglich.
Besonders für den Anschluss abgelegener Regionen, wie der Bundesstaaten des Nordostens, die auf dem Landweg nur äußerst schlecht zu erreichen sind, sind sie von enormer Bedeutung, wenngleich nur eine wohlhabende Minderheit die finanziellen Mittel aufbringen kann, als Verkehrsmittel das Flugzeug zu nutzen. Der Preis für ein einfaches Ticket von Mumbai nach Kolkata beträgt zurzeit etwa 4500 Rupien (70 €). Indische Billigfluglinien wie Go Air, IndiGo, Jet Lite, Kingfisher Red und Spice Jet haben an Bedeutung gewonnen und fliegen zum Teil auch ins benachbarte Ausland.

## Schifffahrt

### Seeschifffahrt
Die Flotte der indischen Handelsmarine umfasste 2004 321 Schiffe mit einer Tragfähigkeit von rund 11 Millionen tdw. Die beiden größten indischen Werften in Kochi und Visakhapatnam sind in staatlichem Besitz. Darüber hinaus existiert eine Vielzahl kleinerer privater und staatlicher Werften.
Es gibt zwölf Großhäfen sowie etwa 180 mittlere und kleine Häfen für den Güterverkehr. Wichtige internationale Häfen sind Kolkata (Westbengalen), Haldia (Westbengalen), Paradip (Orissa), Visakhapatnam (Andhra Pradesh), Ennur (Tamil Nadu), Chennai (Tamil Nadu), Thoothukudi (Tamil Nadu), Kochi (Kerala), Mangaluru (Karnataka), Mormugao (Goa), Jawaharlal Nehru Port (größter Indiens, 50 % Anteil am innerindischen Seehandel), Navi Mumbai und Kandla (Gujarat).
| Güterumschlag 2004/05 in den 12 größten Seehäfen Indiens | Güterumschlag 2004/05 in den 12 größten Seehäfen Indiens | Güterumschlag 2004/05 in den 12 größten Seehäfen Indiens | Güterumschlag 2004/05 in den 12 größten Seehäfen Indiens | Güterumschlag 2004/05 in den 12 größten Seehäfen Indiens |
| -------------------------------------------------------- | -------------------------------------------------------- | -------------------------------------------------------- | -------------------------------------------------------- | -------------------------------------------------------- |
|                                                          | Seehafen                                                 | Bundesstaat                                              | Güterumschlag in Mio. t                                  | Anteil                                                   |
| 1                                                        | Visakhapatnam                                            | Andhra Pradesh                                           | 50,19                                                    | 13,1 %                                                   |
| 2                                                        | Kolkata (einschließlich Haldia)                          | Westbengalen                                             | 46,15                                                    | 12,0 %                                                   |
| 3                                                        | Chennai                                                  | Tamil Nadu                                               | 43,80                                                    | 11,4 %                                                   |
| 4                                                        | Kandla                                                   | Gujarat                                                  | 41,54                                                    | 10,8 %                                                   |
| 5                                                        | Mumbai                                                   | Maharashtra                                              | 35,12                                                    | 9,2 %                                                    |
| 6                                                        | Mangaluru                                                | Karnataka                                                | 33,89                                                    | 8,8 %                                                    |
| 7                                                        | Jawaharlal Nehru Port (Navi Mumbai)                      | Maharashtra                                              | 32,94                                                    | 8,6 %                                                    |
| 8                                                        | Mormugao                                                 | Goa                                                      | 30,66                                                    | 8,0 %                                                    |
| 9                                                        | Paradip                                                  | Orissa                                                   | 30,10                                                    | 7,8 %                                                    |
| 10                                                       | Thoothukudi                                              | Tamil Nadu                                               | 15,81                                                    | 4,1 %                                                    |
| 11                                                       | Kochi                                                    | Kerala                                                   | 14,09                                                    | 3,7 %                                                    |
| 12                                                       | Ennur                                                    | Tamil Nadu                                               | 9,48                                                     | 2,5 %                                                    |
|                                                          | 12 größte Häfen                                          | Indien                                                   | 383,77                                                   | 100,0 %                                                  |
| Quelle: The Hindu Business Line                          |                                                          |                                                          |                                                          |                                                          |

### Binnenschifffahrt

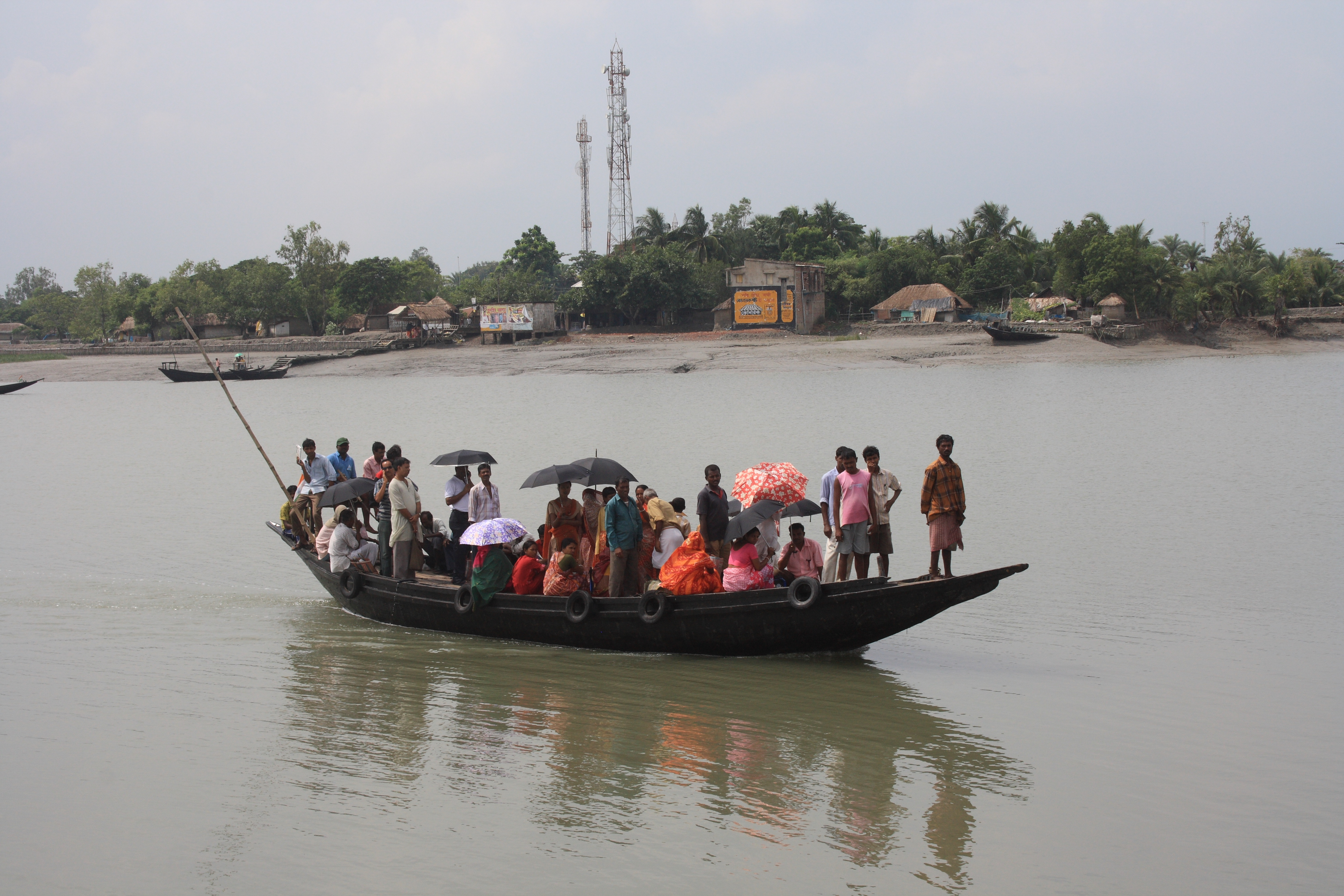
Ein motorisiertes Fährboot im Ganges-Delta

Die Binnenschifffahrt ist für die Verkehrssituation Indiens von vernachlässigbar geringer Bedeutung. Dies hat vor allem geographische Ursachen. Einerseits sind die Wasserstände der indischen Flüsse auf Grund des Monsuns starken jahreszeitlich bedingten Schwankungen unterworfen. Während des Sommermonsuns erhöhen die größeren Wassermengen die Fließgeschwindigkeit erheblich. Dies führt zu starken Strömungen, plötzlichen Änderungen von Flussläufen oder Erosion von Uferabschnitten, was die Schifffahrt erschwert oder unter Umständen sogar unmöglich macht.
In der Trockenzeit wird sie vielerorts durch zu niedrige Wasserpegel behindert; andererseits liegen die schiffbaren Flüsse meist ohnehin abseits wichtiger Lagerstätten von Rohstoffen und Bodenschätzen, welche die Hauptbeförderungsgüter der Binnenschifffahrt darstellen. Zudem liegen die bedeutendsten Seehäfen Indiens selten an der Mündung größerer Flüsse. Lediglich in Goa spielt die Binnenschifffahrt beim Transport von Eisenerz aus dem Landesinneren an die Küste eine größere Rolle.
In den ruhigen Gewässern im Ganges-Delta sind Fähren, die Inseln miteinander verbinden, in Ermangelung von Brücken stark verbreitet. In den Backwaters in Kerala herrscht ebenfalls starker Bootsverkehr.
Von den 14.500 Kilometer schiffbaren Gewässern entfallen 5200 Kilometer auf Flüsse und 485 Kilometer auf Kanäle.